# Ristningar i betong

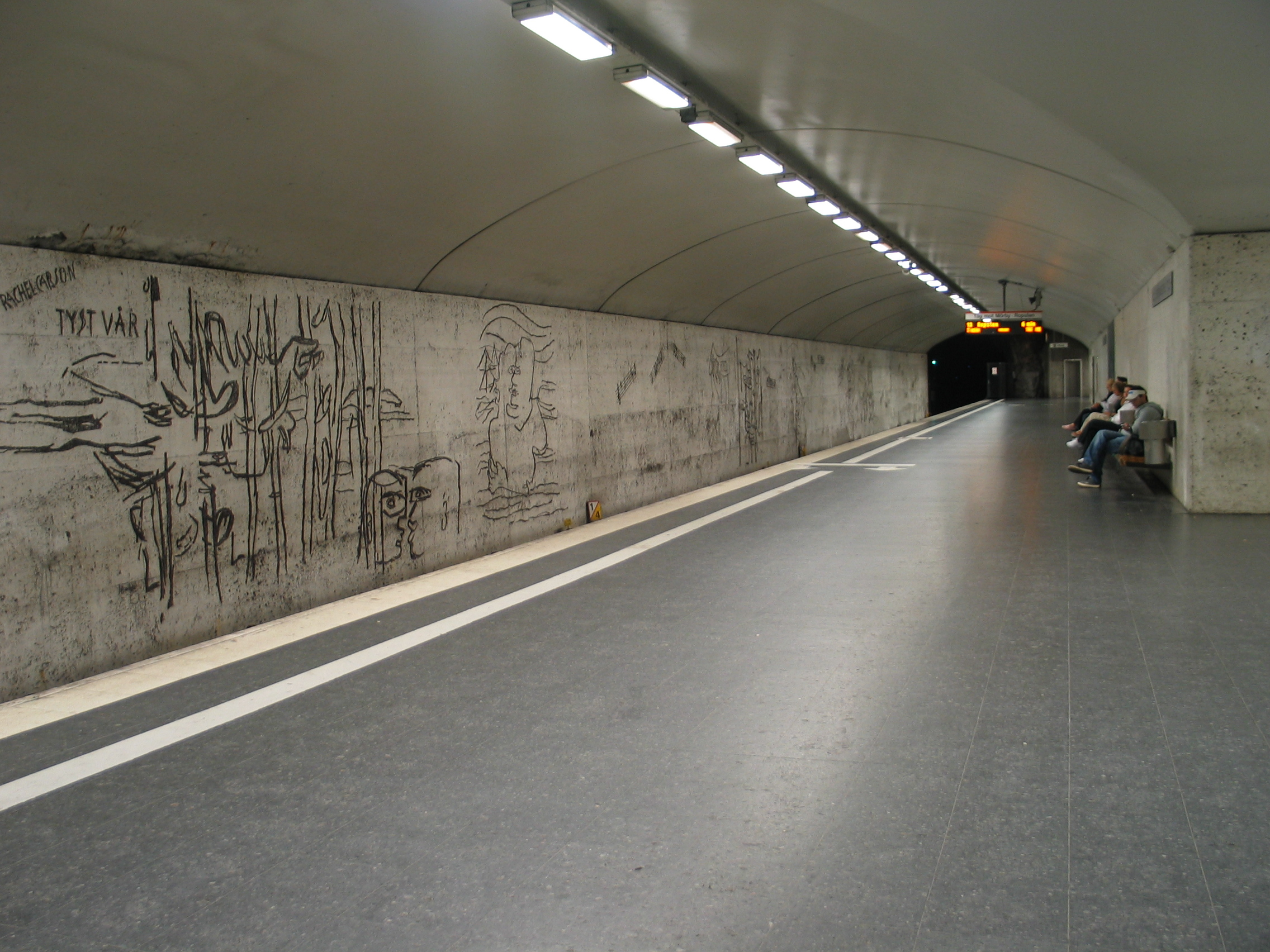

Ristningar i betong, med temat Kvinnosaken, freds- och miljörörelsen, är ett konstverk utfört av Siri Derkert. Verket, som skapades 1961–1965, är en väggutsmyckning längs perrongen på Östermalmstorgs tunnelbanestation i Stockholm och är ett av Siri Derkerts mest kända offentliga arbeten.
Verket består av två 145 meter långa och 3,5 meter höga paneler av naturbetong, samt vissa utsmyckningar i golv och i andra väggar. Siri Derkert värnade om miljön, freden och kvinnornas rättigheter, och därför var temat freds-, kvinno-, och miljökamp. På golven återfinns det internationella fredsmärket. Väggarna är blästrade i betograveteknik med tecknade figurer, familjescener och porträtt av kända politiker och kulturpersonligheter, bland andra Simone de Beauvoir, 
Elin Wägner, Albert Einstein och Jean-Paul Sartre, samt noterna för Internationalen och Marseljäsen.
Iklädd tung och otymplig skyddsutrustning lyckades den då sjuttioåriga Siri Derkert att med sandblästring föra över sina skisser till betongväggen. Hon uppförstorade sina teckningar genom att de projicerades mot väggen och väggen sedan blästrades. Till sin hjälp med det krävande arbete hade hon konstnärerna Carl Nesjar, Valter Janson och Erik Hesselberg. Deras namn och Siri Derkerts porträtt och signatur är inristade längst norrut utmed södra spårväggen.
Såsom nutidens graffiti fick Siri Derkert höra att hennes Ristningar i betong mest liknade klotter. I Sverigeväggen på Sverigehusets fasad mot Kungsträdgården återkom hon några år senare med ett liknande budskap, denna gång huvudsakligen gestaltat med hjälp av rostfritt stål.

## Bildgalleri

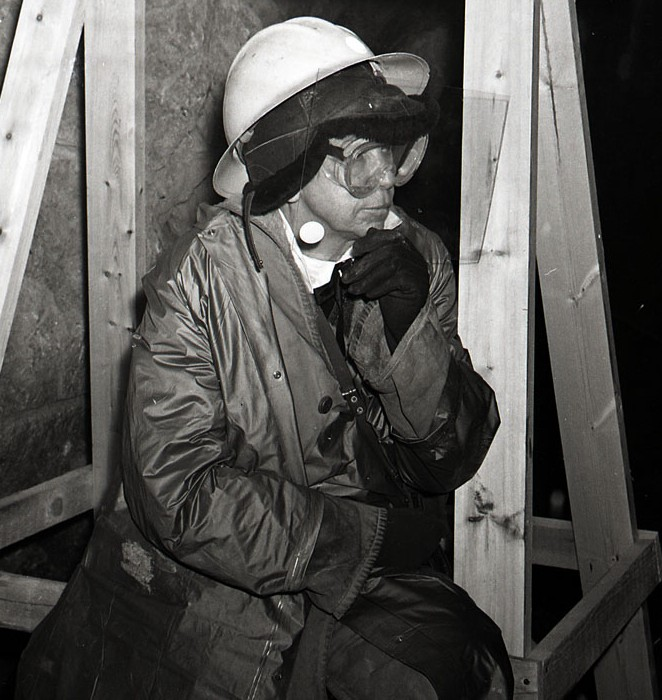
Siri Derkert i skyddsutrustning 1962
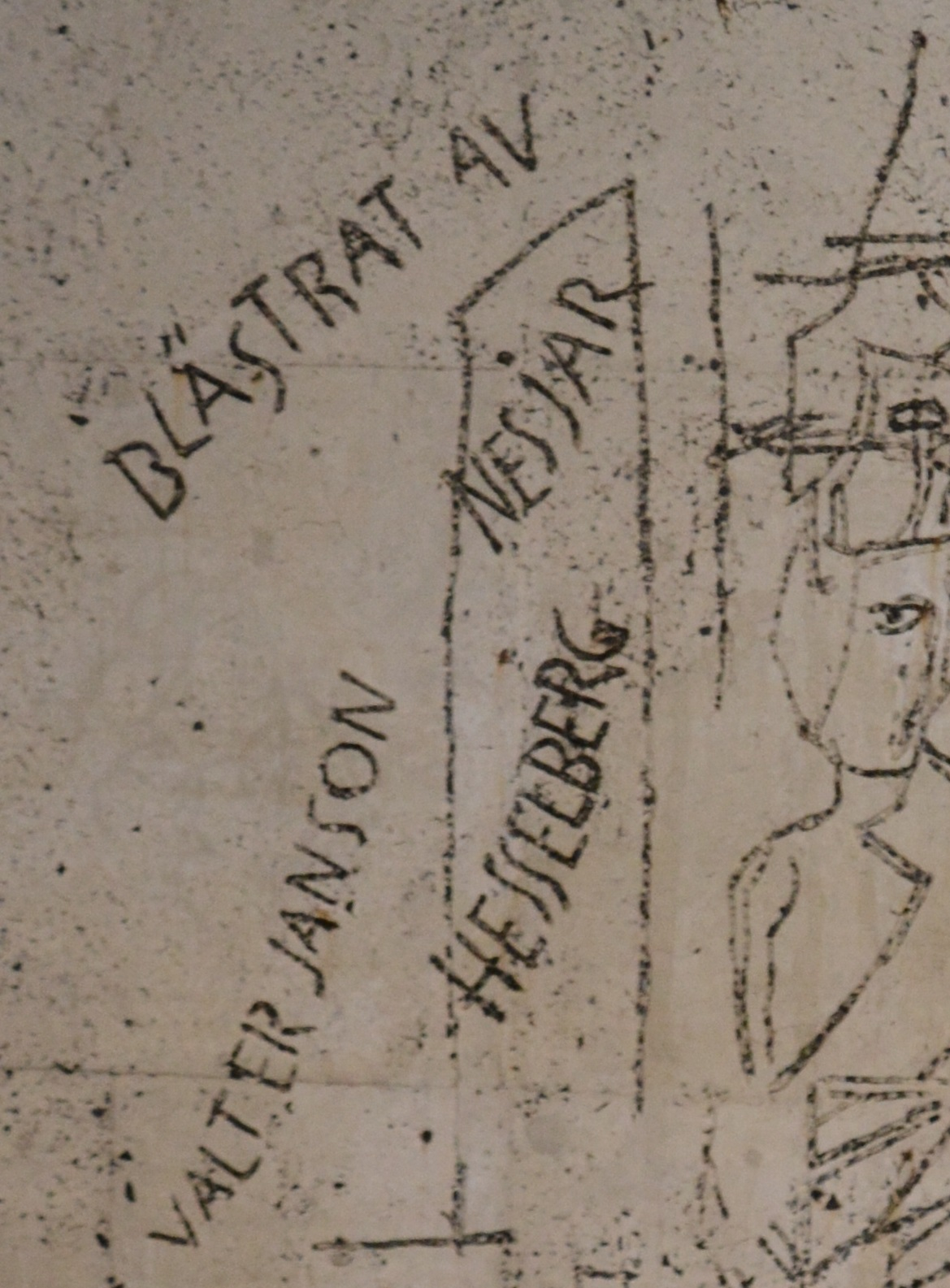
Carl Nesjar, Erik Hesselberg och Walter Jansson